# Afinador electrónico

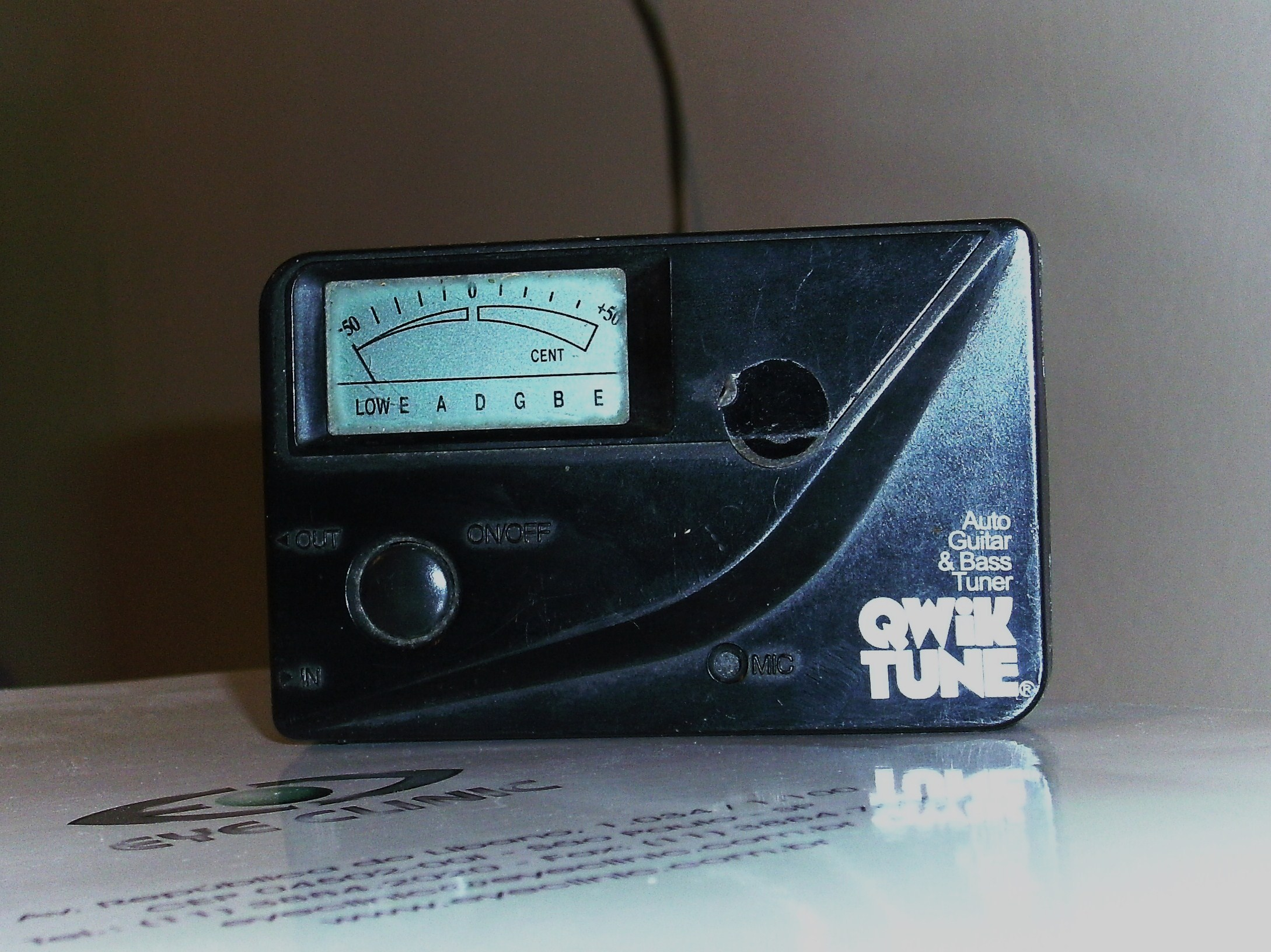
Afinador electrónico.

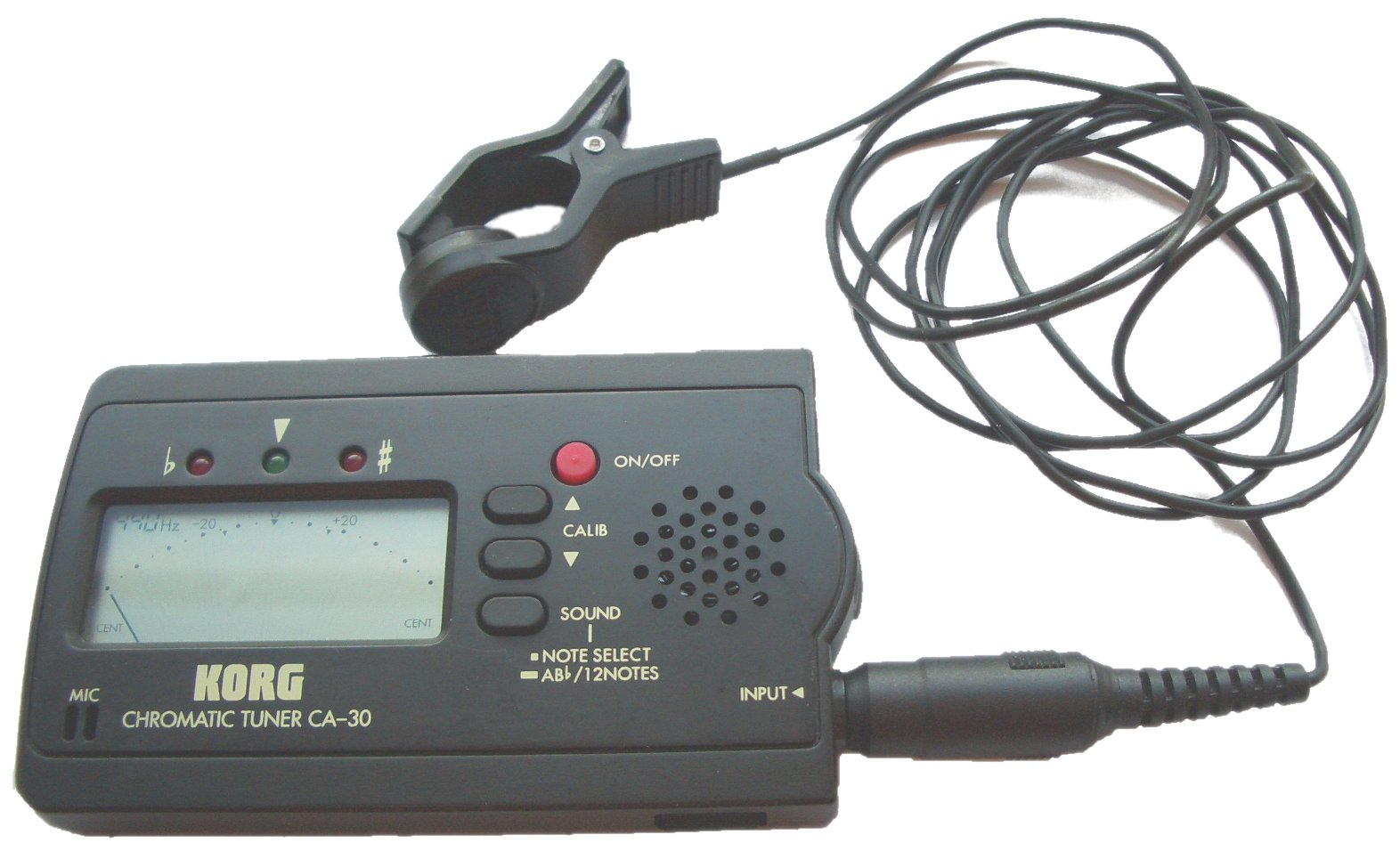
Ídem con micrófono para captar mejor el sonido.

En música, un afinador es un aparato electrónico que indica mediante una señal visual (galvanómetro, LCD o diodos luminosos) la diferencia en cents entre el sonido interpretado y la referencia absoluta que es la nota La 440. Algunos modelos pueden además generar las frecuencias deseadas, para servir de referencia al afinar. Desde principios de la década de 2010, diversas aplicaciones ofrecen un afinador para teléfono inteligente, tablet o computadora personal.
El concertino, que da el la3 para que afine la orquesta, utiliza previamente un afinador para ajustar su instrumento. También existen afinadores de tipo cromático, que son usados para afinar por notas naturales, sostenidos o bemoles.